# Harrie Massey
Harrie Stewart Wilson Massey (16 mai 1908 - 27 novembre 1983) est un physicien mathématicien australien qui travaille principalement dans les domaines de la physique atomique et atmosphérique.
Diplômé de l'Université de Melbourne et de l'Université de Cambridge, où il obtient son doctorat au Laboratoire Cavendish, Massey devient maître de conférences indépendant en physique mathématique à l'Université Queen's de Belfast en 1933. Il est nommé professeur Goldsmid de mathématiques appliquées à l'University College de Londres en 1938. Pendant la Seconde Guerre mondiale, Massey travaille au Laboratoire de recherche de l'Amirauté, où il aide à concevoir des contre-mesures pour les mines navales magnétiques allemandes, et à l'établissement minier de l'Amirauté à Havant, où il aide à développer des mines navales britanniques. En 1943, Marcus Oliphant persuade l'Amirauté de libérer Massey pour travailler sur le projet Manhattan. Il rejoint la mission britannique d'Oliphant au Laboratoire national Lawrence-Berkeley de l'Université de Californie à Berkeley, où ils travaillent sur le processus de séparation électromagnétique des isotopes. Quand Oliphant revient en Grande-Bretagne en 1945, Massey reprend la mission de Berkeley.
Massey retourne à l'University College de Londres, en octobre 1945, pour le trouver gravement endommagé par les bombardements, et le département de mathématiques dans un logement temporaire miteux. En 1950, il est nommé professeur Quain de physique et directeur du département de physique de l'University College de Londres. Le département est fusionné avec l'astronomie en 1973, mais il en reste le chef jusqu'à sa retraite en 1975. Sous sa direction, le Département de physique se réoriente vers la physique des particules et la physique de la haute atmosphère. Il travaille avec la gamme de fusées Woomera pour développer la fusée britannique Skylark et siège au conseil d'administration du télescope anglo-australien. Il est président du Comité de la recherche spatiale (COSPAR) de 1959 à 1978 et de sa section nationale britannique. Il est également le premier président du Comité européen des sciences spatiales et aide à fonder l'Organisation européenne de recherche spatiale et le Mullard Space Science Laboratory à l'University College de Londres.

## Jeunesse
Harrie Stewart Wilson Massey est né à Invermay, Victoria, Australie, le 16 mai 1908, le seul enfant de Harrie Stewart Massey, un mineur, et de sa femme Eleanor Elizabeth née Wilson. Il grandit dans la communauté rurale de Hoddles Creek et s'inscrit à l'école publique locale en 1913. Il reçoit son certificat de mérite, normalement décerné après avoir terminé la huitième année, à l'âge de neuf ans, mais en raison de son âge, il doit encore y rester pendant encore trois ans. Il remporte une bourse d'études au lycée universitaire et part à Parkville avec sa mère en 1920. Au lycée universitaire, il est président du Science Club et vice-capitaine de l'équipe de cricket.

## Carrière
À l'âge de 16 ans, Massey obtient une bourse à l'Université de Melbourne, où il entre en 1925. Il envisage d'étudier la chimie, mais est impressionné par les cours de physique donnés par Eric Hercus. C'était un coup de chance; les cours de physique de première année étaient normalement donnés par Thomas Laby. Massey rappelle en 1980 que "dans une expérience assez large, je qualifierais [Laby] de pire conférencier que j'ai entendu". À l'Université, il joue au cricket, au billard, au tennis et au baseball, qu'il joue pour l'Université. Il obtient son baccalauréat ès arts (BSc) en physique avec mention très bien en 1928 et un baccalauréat ès arts (BA) en mathématiques en 1929. Lors d'une réunion de l'Australian and New Zealand Association for the Advancement of Science à Perth en août 1925, il rencontre une institutrice, Jessica Elizabeth Bruce. Ils se marient le 11 janvier 1928 au bureau du registraire du district de Perth. Ils ont une fille, Pamela Lois.
À cette époque, l'université n'offre pas de programme de doctorat en philosophie (PhD), Massey suit donc un cours de maîtrise ès sciences (MSc), avec des volets à la fois expérimentaux et théoriques. Le premier, en coopération avec Courtney Mohr, traite de la déviation des rayons X mous des surfaces métalliques ; ce dernier avec la mécanique ondulatoire. Cela implique la traduction de nombreux articles de revues allemandes telles que Zeitschrift für Physik, Annalen der Physik et Physikalische Zeitschrift. Son examinateur externe est Ralph Fowler de l'Université de Cambridge qui est le directeur de thèse de Paul Dirac.

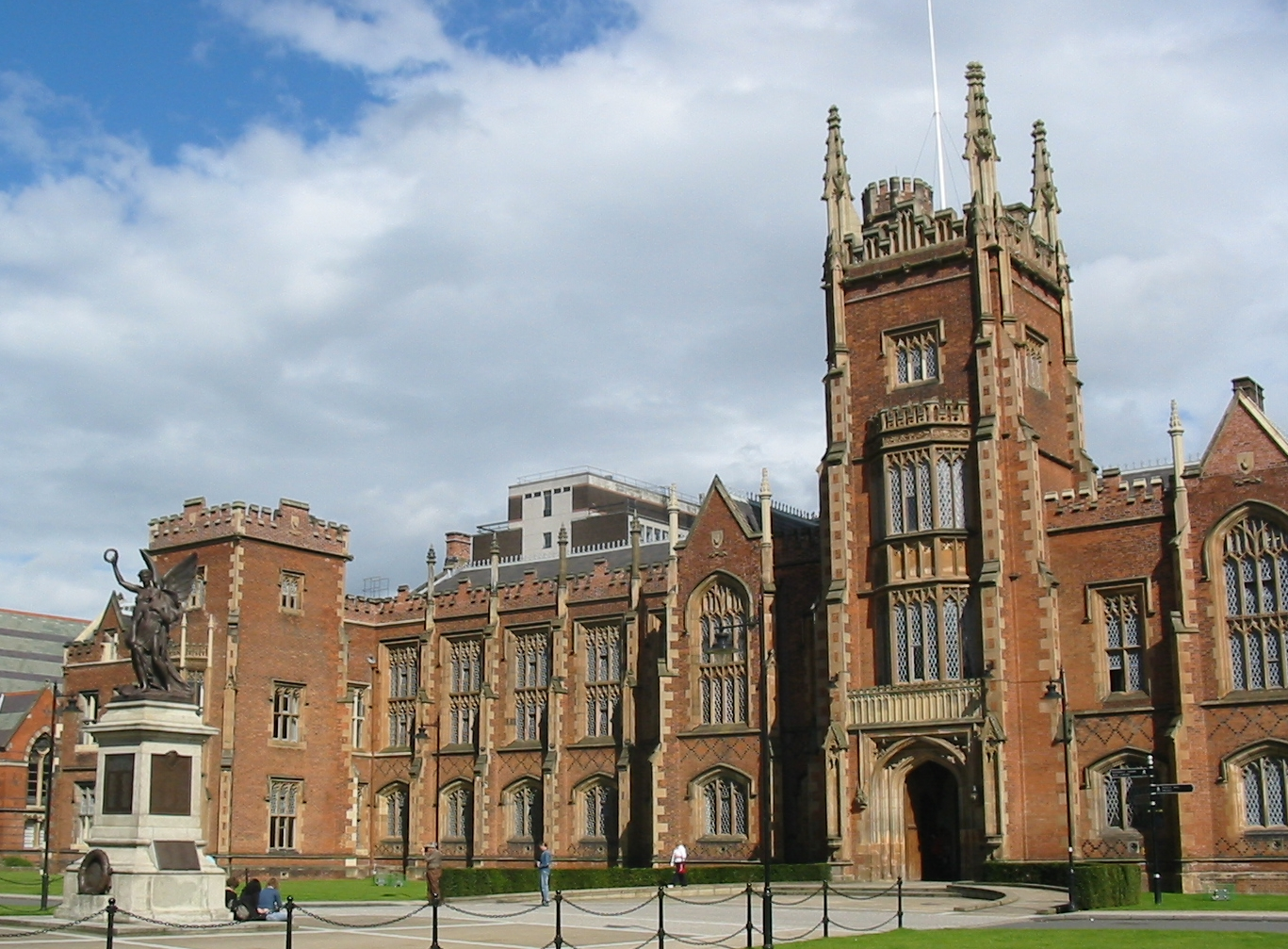
Université Queen's, Belfast

En 1929, grâce à une bourse de voyage Aitchison de l'Université de Melbourne, Massey se rend au Trinity College de Cambridge pour effectuer des recherches au Laboratoire Cavendish dirigé par Ernest Rutherford. La bourse expire après deux ans, mais il reçoit une bourse d'exposition de 1851, en 1931. À cette époque, le laboratoire Cavendish est l'un des principaux centres de physique au monde. En 1932, les scientifiques du laboratoire Cavendish, John Cockcroft et Ernest Walton, divisent le noyau atomique, James Chadwick découvre le neutron, et Patrick Blackett et Giuseppe Occhialini  confirment l'existence du positron.
Fowler est nommé superviseur de Massey bien qu'il soit clair qu'il n'a besoin d'aucune supervision en soi. Massey obtient son doctorat sur les collisions de particules matérielles en 1932. Peu de temps après, il co-écrit un livre sur les processus de collision atomique avec Nevill Mott, Theory of Atomic Collisions (1933). Il applique la théorie des collisions à des modèles de structure neutronique. Au laboratoire Cavendish, il joue également au hockey avec Cockcroft et au cricket pour le Cavendish Cricket Club, devenant capitaine de l'équipe lors de sa dernière année là-bas.
En juin 1933, Massey devient maître de conférences indépendant en physique mathématique à l'Université Queen's de Belfast. Il est le seul membre du département jusqu'à l'arrivée de RA Buckingham en 1934. Bien qu'il doive donner neuf cours par semaine, il trouve le temps d'écrire son deuxième livre, Negative Ions (1938), et commence à travailler sur la physique de la haute atmosphère. Frustré par le processus de calcul fastidieux et chronophage, il demande à son directeur d'atelier de physique, John Wylie, de lui construire un analyseur différentiel à petite échelle, un ordinateur analogique capable de résoudre des équations différentielles, pour seulement 50 £. Il est utilisé pour résoudre les problèmes liés à l'hélium à basse température, et à la photo-ionisation de l'oxygène dans la haute atmosphère,.
Massey est nommé professeur Goldsmid de mathématiques appliquées à l'University College de Londres, en 1938, à la suite du décès de LNG Filon l'année précédente. Il amène avec lui Buckingham, maintenant lui-même boursier de l'exposition de 1851, et David Bates, un étudiant diplômé prometteur. Ils apportent l'analyseur différentiel avec eux à Londres, où il est détruit par un raid aérien pendant la Seconde Guerre mondiale.

## Deuxième Guerre mondiale

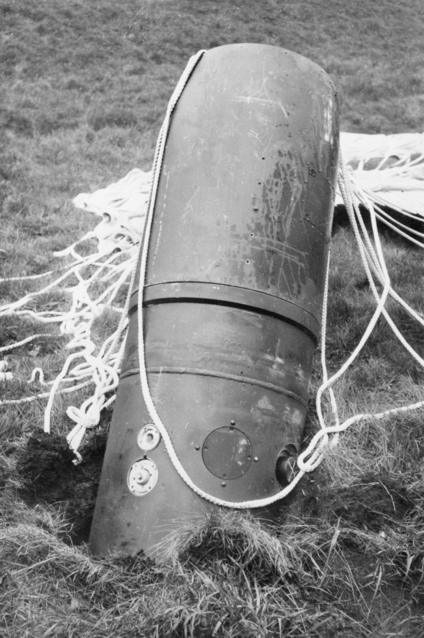
Une mine magnétique allemande

Peu de temps après le déclenchement de la guerre en septembre 1939, les Allemands lancent une campagne de mines navales contre la Grande-Bretagne. Les résultats sont dévastateurs. Dix-neuf navires totalisant 59 027 tonnes sont coulés par des mines en octobre et 27 totalisant 120 958 tonnes en novembre, ainsi que le destroyer HMS Blanche. De nombreux autres navires sont endommagés, dont le croiseur HMS Belfast. La nature des mines est initialement inconnue, mais le 23 novembre 1939, une équipe de déminage dirigée par le lieutenant-commandant JGD Ouvry récupère une mine aérienne intacte dans une vasière à Shoeburyness, et la menace s'est révélée être une mine magnétique,.
En décembre 1939, Massey rejoint un groupe du laboratoire de recherche de l'Amirauté à Teddington dirigé par Stephen Butterworth. Ils sont bientôt rejoints par un certain nombre d'autres physiciens, dont Bates, Buckingham, Francis Crick et John Currie Gunn (en). Ensemble, ils proposent une série de contre-mesures qui permettent à la Marine de balayer avec succès les mines. Avec cela en main, Massey devient scientifique en chef adjoint de la section scientifique du département de conception de la mine à l'établissement minier de l'Amirauté à Havant au début de 1941. Cette fois, il s'agit de créer des mines aussi bonnes que les allemandes. Massey amène son équipe avec lui. Alors que Bates travaille sur l'emballage pour protéger la mine lorsqu'elle est larguée d'un avion, Buckingham et Gunn calculent son efficacité théorique et Crick conçoit les circuits. Leur mine, nom de code MX, est bientôt mise en service, et le groupe se concentre sur le développement de mines acoustiques ou à pression. À la retraite d'AB Wood en 1943, Massey devient scientifique en chef à Havant.
Après que l'accord de Québec d'août 1943 ait fusionné les projets de bombes atomiques britanniques et américains, Marcus Oliphant persuade l'Amirauté de libérer Massey pour travailler sur le projet Manhattan. En novembre 1943, Massey part avec Oliphant pour le Laboratoire national Lawrence-Berkeley de l'Université de Californie à Berkeley dans un bombardier B-24 Liberator. La partie du Laboratoire de rayonnement consiste à développer un procédé de séparation électromagnétique des isotopes. Massey est responsable de son groupe théorique, qui comprend l'américain David Bohm et l'australien Eric Burhop (en). Ils étudient les caractéristiques des décharges électriques dans les champs magnétiques, aujourd'hui connus sous le nom de diffusion de Bohm, et étudient l'ionisation des composés d'uranium utilisés comme charge dans le procédé électromagnétique d'enrichissement de l'uranium tels que le tétrachlorure d'uranium (UCl 4 ) et l'hexafluorure d'uranium (UF 6 ). Oliphant retourne en Grande-Bretagne en mars 1945 et est remplacé à la tête de la mission britannique à Berkeley par Massey. Les articles de guerre produits par le groupe sont rassemblés et publiés dans The Characters of Electrical Discharges in Magnetic Fields (1949).

## Suite de la carrière
Massey retourne à l'University College de Londres, en octobre 1945, pour le trouver gravement endommagé par les bombardements, et le département de mathématiques dans un logement temporaire miteux. Il est autorisé à choisir ses propres conférenciers, et prend Bates, Burhop, Buckingham et Gunn. Alors qu'ils devaient enseigner les mathématiques, ils restent libres de choisir leurs propres sujets de recherche, ils choisissent donc la physique, en réalisant des expériences physiques. Cette situation dure jusqu'en 1950, date à laquelle Edward Andrade prend sa retraite et Massey est nommé professeur Quain de physique et directeur du département de physique de l'University College London. Le département fusionne avec Astronomy en 1973, mais il en reste le chef jusqu'à sa retraite en 1975. Il est également vice-recteur de l'University College London de 1969 à 1973.

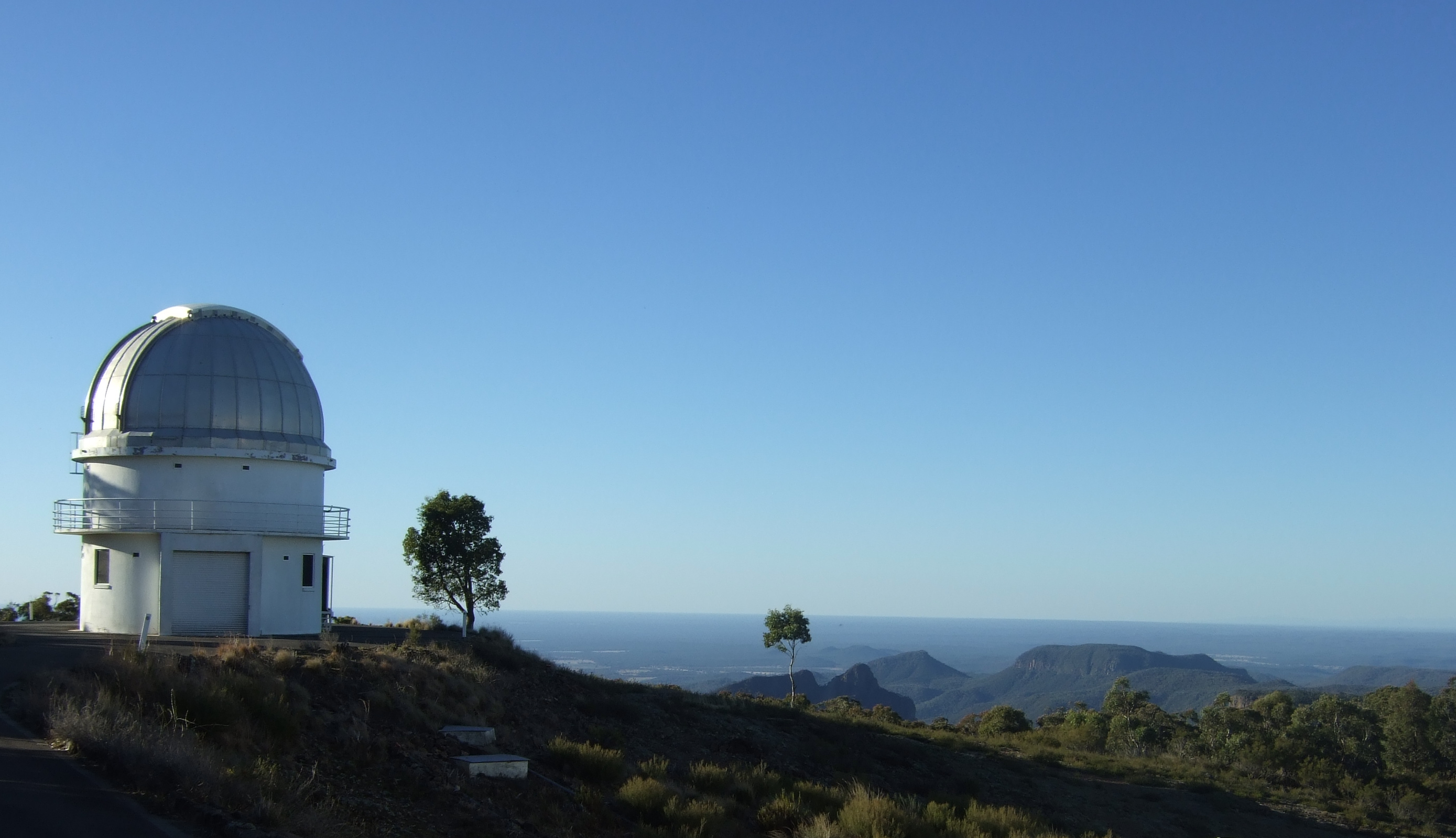
Le dôme du télescope de 40 pouces à l'observatoire de Siding Spring, en Nouvelle-Galles du Sud.

Lorsque Massey reprend le département de physique, la plupart de ses physiciens, dont Bates, Buckingham, Burhop et Robert Boyd, partent avec lui. Comme le département de mathématiques, il est encore dans un logement temporaire en raison des dommages causés par les bombes pendant la guerre. Un nouveau bâtiment est en construction, mais pour développer l'infrastructure technique, Massey engage Harry Tomlinson, qui a travaillé pour lui à la mission britannique de Berkeley. Le Département acquiert plusieurs accélérateurs, dont un synchrotron de 20 MeV auprès de l'Autorité de l'énergie atomique. Dick Jennings et Franz Heymann construisent deux microtrons. Sous Massey, le département de physique s'éloigne de la recherche sur la physique des métaux et des liquides et se concentre sur la physique des particules et la physique de la haute atmosphère. Massey voit le potentiel des ordinateurs. Il s'arrange avec Andrew Booth pour obtenir une copie de son All Purpose Electronic Computer et recrute deux programmeurs, Joan Lawson et Jane Wallace. Lorsque l'Université de Londres crée une unité informatique, Buckingham part pour la diriger.
Élu membre de la Royal Society of London en 1940, Massey reçoit sa médaille Hughes en 1955 et sa médaille royale en 1958. Il est membre de son conseil de 1949 à 1951 et de nouveau de 1959 à 1960, avant d'en être le secrétaire physique et vice-président de 1969 à 1978. Il devient membre du sous-comité de physique nucléaire du Département de la recherche scientifique et industrielle en 1956. Lorsque l'Institut national de recherche en sciences nucléaires est fondé en 1957, il devient l'un des premiers membres de son conseil d'administration. Il devient membre du Comité des subventions de recherche en 1959 et est président du Conseil de la politique scientifique de 1965 à 1970 . Il est anobli pour ses services en 1960.

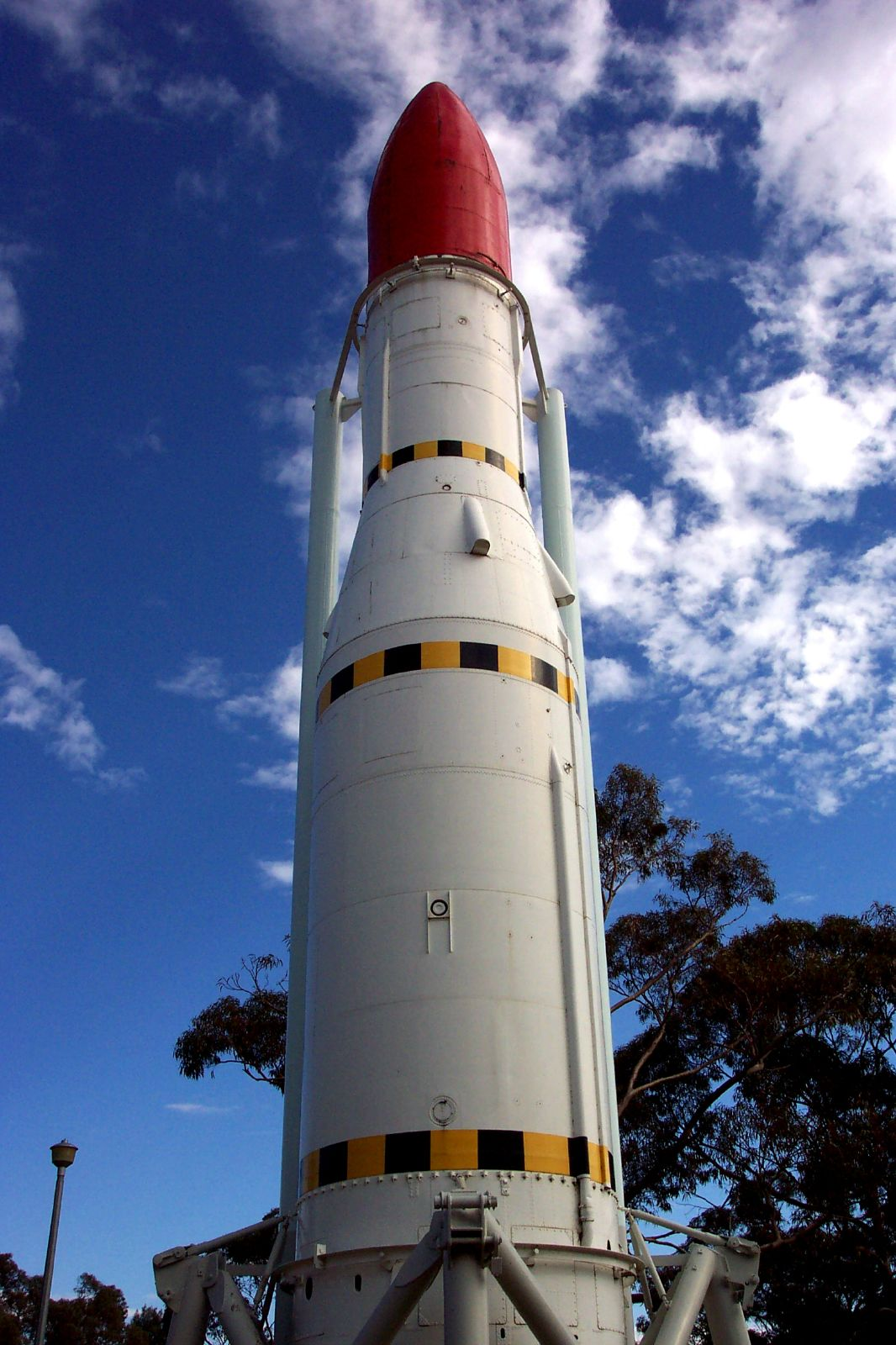
Un lanceur Black Arrow dans le parc de fusées de Woomera, en Australie-Méridionale, semblable à celui qui a lancé le seul satellite lancé avec un lanceur britannique

Les fusées ont connu un énorme développement à des fins militaires pendant la Seconde Guerre mondiale, et Massey voit leur potentiel pour étudier la haute atmosphère. Il devient un soutien majeur de la science spatiale et écrit un livre sur le sujet, History of British Space Science (1984). Il est président du Comité de la recherche spatiale (COSPAR), qui est créé par le Conseil international des unions scientifiques, depuis sa fondation en 1959 jusqu'en 1978, ainsi que du Comité national britannique pour la recherche spatiale, sa section nationale britannique. Il est également le premier président du Comité européen des sciences spatiales et aide à fonder l'Organisation européenne de recherche spatiale et le Mullard Space Science Laboratory à l'University College de Londres.
La science spatiale donne également à Massey une excuse pour visiter l'Australie où il fait une vingtaine de voyages. Il participe aux essais de ballons pour la recherche dans la haute atmosphère sur le site de l'Université de Melbourne à Mildura, Victoria. En tant que président du sous-comité "fusées" du comité Gassiot de la Royal Society, il visite l'établissement de recherche sur les armes près d'Adélaïde et le Woomera Rocket Range pour discuter d'une collaboration sur la fusée britannique Skylark, qui est testée depuis Woomera en 1957. Il cherche à développer un programme spatial britannique en coopération dans l'espace avec l'Australie, les États-Unis et les pays européens. Il réussit à établir une coopération internationale, bien que son projet Black Knight ait été annulé au profit de Black Arrow qui lance Prospero, seul satellite lancé avec un lanceur britannique, depuis Woomera en 1971. Il participe aux négociations menant à la création du télescope anglo-australien à Siding Spring Mountain en Nouvelle-Galles du Sud.
Massey reçoit des doctorats honorifiques de l'Université Queens de Belfast (1955) et de l'Université Heriot-Watt (1975).
Il est membre pour le Royaume-Uni et vice-président de son conseil d'administration de 1975 à 1980, et président de 1980 à 1983 .

## Mort et héritage
Après une longue maladie, Massey meurt chez lui à Esher, Surrey  que Jessica a nommé "Kalamunda", du mot aborigène australien désignant la région d'Australie-Occidentale où elle a vécu, le 27 novembre 1983. Le Royal Society / COSPAR Massey Award porte son nom tout comme le Harrie Massey Lecture Theatre et le prix Harrie Massey à l'University College London et la médaille et le prix Harrie Massey, décernés conjointement par l'Australie Institut de physique et Institut britannique de physique. Ses papiers sont dans les archives de l'University College London.
Hoddles Creek Primary School, l'école publique fréquentée par Massey pendant son enfance, nomme «Massey house» (l'une des quatre maisons de l'école) en son honneur. Un pin planté par Massey dans l'enceinte de l'école en 1937 demeure, ainsi qu'une plaque commémorant les réalisations de Massey.